# باتريك روبنسون (لاعب كرة قدم أمريكية)
باتريك روبنسون (بالإنجليزية: Patrick Robinson)‏ هو لاعب كرة قدم أمريكية أمريكي، ولد في 3 أكتوبر 1969.

## وصلات خارجية
- باتريك روبنسون على موقع كلية كرة السلة في سبورتس رفرنس.كوم (الإنجليزية)
- باتريك روبنسون على موقع مرجع كرة القدم المحترفة.كوم (الإنجليزية)